# Die Ehe des Herrn Mississippi (Film)
Die Ehe des Herrn Mississippi ist ein deutsch-schweizerischer Spielfilm aus dem Jahre 1961 von Kurt Hoffmann. In den Hauptrollen spielen O. E. Hasse, Johanna von Koczian und Martin Held.

## Handlung
Die Geschichte orientiert sich, stark vergröbert, vereinfacht und, anders als in der Vorlage, chronologisch ablaufend, an Dürrenmatts vielschichtiger, satirischer Tragikomödie.
Ein Wegweiser, zwei Richtungen: der eine weist in Richtung Oxford, der andere nach Moskau. So beginnt der Film. Zwei Männer drücken sich die Hand und gehen in die verschiedenen Richtungen. Während der eine, der christlich-gläubige Herr Mississippi, mit der Bibel unterm Arm nach Westen zieht, hat der andere, Frédéric René Saint-Claude, Das Kapital von Karl Marx dabei. Aus dem Off ist zu hören: „Zwei Freunde beschlossen, die Welt zu verändern. Der eine durch das Gesetz Moses, der andere durch die Weltrevolution.“ Nun ist der eine tot, und der andere hat seine Ehefrau vergiftet. Doch beide Todesfälle hängen unentwirrbar miteinander zusammen.
Im Zentrum des fortschreitenden Geschehens stehen von nun an Generalstaatsanwalt Florestan Mississippi und Saint-Claudes Witwe Anastasia. Diese gesteht Herrn Mississippi, dass sie jüngst ihren Gatten umgebracht habe. Daraufhin macht auch der Staatsanwalt ein Geständnis, nämlich dass er gleichfalls seinen Ehepartner, die Gattin Madeleine, vergiftet habe. Grund dafür sei ihre Affäre mit Anastasias Ehemann gewesen. Herr Mississippi bietet, als Sühne für beider Mordtaten, Anastasia an, sie zu heiraten, damit beide nunmehr Aneinandergeketteten auf ewig an ihre Verbrechen erinnert werden. Doch Anastasia lehnt dies ab.
Die Situation verkompliziert sich, als Justizminister Sir Thomas Jones (im Stück: Diego) ins Spiel kommt. Er erhält von dem Ministerpräsidenten den Auftrag, Mississippi den Rücktritt vom Staatsanwaltsposten nahezulegen. Danach will er ihn in ein Irrenhaus einweisen lassen. Anastasia, nicht nur im wortwörtlichen Sinne „männermordend“, fängt sogleich eine Affäre mit dem mächtigen Mann an. Ein weiterer Mitspieler im unübersichtlichen Geschehen ist Graf Bodo von Überlohe-Zabernsee, eine Jugendliebe Anastasias. Seinetwegen hatte sie einst ihren untreuen Gatten umgebracht, in der Hoffnung, ihn anschließend heiraten zu können. Bodo tritt in Kontakt mit Herrn Mississippi. Bald laufen alle Handlungsstränge im Kulminationspunkt aufeinander zu.

## Produktionsnotizen
Die Dreharbeiten zu Die Ehe des Herrn Mississippi begannen am 16. Januar 1961 und endeten im März desselben Jahres. Gedreht wurde sowohl in den CCC-Ateliers Berlin-Spandau als auch in Zürich. Die Uraufführung war am 26. Juni 1961 im Rahmen der IFF in Berlin. Der Massenstart in deutschen Kinos war am 5. Juli 1961. Erstmals im Fernsehen lief Die Ehe des Herrn Mississippi am 24. August 1967 in der ARD.
Das Ehepaar Otto Pischinger und Herta Hareiter schuf die Filmbauten, Charlotte Flemming die Kostüme. Eberhard Schroeder war Hoffmanns Regieassistent.
Für den fast 69-jährigen Arthur Schröder war dies der letzte Kinofilm.
Um dieses „bewußt und lustvoll konfuse Stück“, wie Starkritiker Friedrich Luft einst die Dürrenmatt-Vorlage nannte, verfilmbar zu machen, musste der Schriftsteller in seiner Eigenschaft als Drehbuchautor die komplexe Story von Die Ehe des Herrn Mississippi vereinfachen. Dürrenmatt, der sein mehrfach verändertes Bühnenwerk einst als „stilisierte Komödie mit mehreren Leichen“ bezeichnet hatte, erklärte: „Ich vergaß das Stück und schrieb es zu neunzig Prozent um.“

## Kritik
In Der Spiegel hieß es: „Obschon der schweizerische Dramatiker Friedrich Dürrenmatt sein gleichnamiges Theaterstück, das er selbst als "stilisierte Komödie mit mehreren Leichen" bezeichnete, für Kinozwecke zu einer leichtverständlichen Volksausgabe simplifizierte (SPIEGEL 10/1961), war Regisseur Kurt Hoffmann den Pointen keineswegs gewachsen. Anstatt die verwirrende Anhäufung von Zynismen über Demokratie, Kirche und Bolschewismus absurd, flink und unernst darzubieten, verfiel er abwechselnd in Bierernst und einfältigen "Spessart"-Klamauk. Von den Hauptdarstellern (darunter O. E. Hasse, Martin Held, Johanna von Koczian, Hansjörg Felmy) findet sich einzig Charles Regnier zurecht: Er spielt – wie immer – Charles Regnier.“
Das Lexikon des internationalen Films schrieb: „Eine zur Farce verdünnte Filmfassung des Bühnenstücks von Dürrenmatt. Das ursprüngliche intellektuelle Unbehagen des Verfassers an unserer Welt wird in allzu vielen kleinen Regieeinfällen verspielt. Zudem nimmt die Rolle der männerverbrauchenden und -mordenden Frau einen übermäßigen, die Grundtendenzen des Stücks verfälschenden Raum ein. Stilistisch gelungen: die Einleitung.“
Die Online-Version von Cinema urteilte: „Drei fanatische Weltverbesserer fallen sich selbst zum Opfer. Dürrenmatts Vorlage hat mehr Biß.“